# Славјанск на Кубану
Славјанск на Кубану (рус. Сла́вя́нск-на-Куба́ни) град је у Русији у Краснодарској покрајинi. Административни је центар Славјанског рејона. Према попису становништва из 2010. у граду је живело 63.768 становника.

## Географија
Град је смештен у делти реке Кубан, на левој обали њеног рукавца Протоке, на око 68 км западно од Краснодара. Заузима површину од 43,5 км².

## Историја
- 12. век - на територији данашњег града постојала је трговачка станица ђеновљана Копарија.
- 1747. - изграђена је кримска тврђава Јени-Копил, из које је касније настало насеље Копил.
- 1806. - први пут се спомиње насеље Копил од стране кубанских Козака.
- 1774- 1778 - ". Словенских фелдсханетс“ Словенска Хуссарс изграђена тврђава на јачању спотКопил, која је добила име
- 1865. ово козачко насеље је добило статус села и преименовано је у Славјанск.
- 1913. - Изграђена железничка пруга и станица „Протока“
- 1942.- 23. март 1943. под немачком окупацијом.
- 1958. насеље је добила статус варошице и ново име Славјанск на Кубану(додата је локација града да би се разликовао од истоименог насеља у Украјини).

## Становништво
Према прелиминарним подацима са пописа, у граду је 2010. живело 63.768 становника, 368 (0,57%) мање него 2002.
| 1939.  | 1959.  | 1970.  | 1979.  | 1989.  | 2002.  | 2010.  |
| ------ | ------ | ------ | ------ | ------ | ------ | ------ |
| 26.513 | 38.954 | 51.889 | 54.051 | 57.790 | 64.136 | 63.842 |

## Привреда
- Прехрамбена индустрија: производња сира, вина, живинарство.
- Лака индустрија: текстилна индустрија.
- Индустрија грађевинског материјала.

Славјанска област представља један од најважнијих пољопривредних рејона Кубана. Под житарицама је две трећине засејане површине. Главна житарица је пиринач - преко 30% свеукупне производње ове житарице у целом региону производи се овде. Узгајаја се и јагодичасто воће (годишња производња од преко 30 тона). Добро су развијени и сточарство и рибарство.

## Одмаралиште
Бања „Приазовље“ је специјализована за лечење и превенцију болести гастроинтестиналног тракта, мишићно-скелетних, гинеколошких, кожних и кардиоваскуларних обољења те болести централног и периферног нервног система.

## Културне атракције
Током августа 2004. у Славјанску и целој околној области је одржан међународни фестивал славјанске културе. Фестивал је трајао 4 дана. У такмичарском програму су учествовали бројни креативни тимови не само из града и других делова Русије, него и из иностранства. На бројним штандовима представљена је култура и традиција локалних и других словенских региона.
- Споменик војницима таманског пука, који су страдалу у пробоја на челу са Е. А. Ковтјухом. Ова битка је описана у роману „Железный поток“, Александра Серафимовича. Према неким непотврђеним иворима то је најстарији споменик из доба Совјетског Савеза.
- Национални историјски музеј
- Музеј Екологије источног Азова
- Успењска црква из 1907. чувеног кубанског архитекта А. П. Косјакина
- Споменик учесницима кампање Таманске Црвене армије (дизајнирао инжењер А. Јунгер 1923) у облику силуете градског грба.

У региону су бројни споменици.

## Религија
Славјанск на Кубану
- Успењска црква (Руска православна црква)
- Црква светог Пантелејмона (Руска православна црква)
- Црква Светог Сергија (Јерменска апостолска црква),

Славјанск на Кубану
- Евангелистички хришћани-баптиста (Руска унија хришћана Евангелистичке-баптиста)
- Црква „Источник“ (Евангелистичка хришћанска унија)
- Црква „Вифанија“ (Руска евангелситичка црква)
- Хришћанска црква Адвентиста седмог дана (УСХ)

## Образовање
- Словенско-на-Кубан државе Педагошки завод
- Славјански пољопривредни факултет
- Стручна школа № 45
- Славјански огранак Медицинског факултета из Новоросијска

Укупно 91 образовна институција.

## Фото галерија
|             |                                    |                                |
| Дом културе | Споменик учесницима Таманске битке | Јерменска црква светог Саргиса |